# Сьвента-Катажина (Свентокшиське воєводство)
Сьвента-Катажина (пол. Święta Katarzyna) — село в Польщі, у гміні Бодзентин Келецького повіту Свентокшиського воєводства.
Населення — 768 осіб (2011).
У 1975—1998 роках село належало до Келецького воєводства.

## Демографія
Демографічна структура на день 31 березня 2011 року:
|          | Загалом | Допрацездатний вік | Працездатний вік | Постпрацездатний вік |
| -------- | ------- | ------------------ | ---------------- | -------------------- |
| Чоловіки | 371     | 68                 | 272              | 31                   |
| Жінки    | 397     | 73                 | 234              | 90                   |
| Разом    | 768     | 141                | 506              | 121                  |